# Kadir Sentürk
Kadir Sentürk (* 9. März 1999) ist ein deutscher Futsal- und Fußballspieler türkischer Abstammung.

## Karriere

### Futsal
Kadir Sentürk spielt seit 2017 Futsal für den MCH Futsal Club Bielefeld, der im Jahre 2021 zu den Gründungsmitgliedern der Futsal-Bundesliga gehört. Am 14. September 2022 absolvierte er sein erstes Länderspiel für Deutschland beim 2:2 im Spiel gegen Norwegen.

### Fußball
Im Fußball spielte Kadir Sentürk zunächst im Jugendbereich für den VfB Fichte Bielefeld und den VfL Theesen. Zwischen 2018 und Ende 2019 spielte er für die erste Herrenmannschaft des VfL Theesen in der Westfalenliga. In der Rückrunde der Saison 2019/20 war Sentürk für den Bezirksligisten FC Türk Sport Bielefeld aktiv, bevor er für anderthalb Jahre zum Westfalenligisten VfB Fichte Bielefeld zurückkehrte. Im Frühjahr 2022 spielte Sentürk für den Bezirksligisten SC Hicret Bielefeld und in der Saison 2022/23 für den SV Gadderbaum in der Kreisliga A. Im Sommer 2023 wechselte Sentürk zum Landesligisten FSC Rheda.